# Estonian International 2015
Die Estonian International 2015 im Badminton fanden vom 8. bis 11. Januar 2015 in Tallinn statt.

## Sieger und Platzierte
| Disziplin    | Gold                                     | Silber                         | Bronze                             |
| ------------ | ---------------------------------------- | ------------------------------ | ---------------------------------- |
| Herreneinzel | Anton Kaisti                             | Toby Penty                     | Mark Caljouw                       |
| Herreneinzel | Anton Kaisti                             | Toby Penty                     | Raul Must                          |
| Dameneinzel  | Olga Golovanova                          | Kati Tolmoff                   | Natalya Voytsekh                   |
| Dameneinzel  | Olga Golovanova                          | Kati Tolmoff                   | Maja Pavlinić                      |
| Herrendoppel | Laurent Constantin Matthieu Lo Ying Ping | Mika Kongas Jesper von Hertzen | Kasper Antonsen Oliver Babic       |
| Herrendoppel | Laurent Constantin Matthieu Lo Ying Ping | Mika Kongas Jesper von Hertzen | Marko Pyykonen Pekka Ryhanen       |
| Damendoppel  | Victoria Dergunova Olga Morozova         | Amanda Madsen Isabella Nielsen | Delphine Delrue Anne Tran          |
| Damendoppel  | Victoria Dergunova Olga Morozova         | Amanda Madsen Isabella Nielsen | Natalya Voytsekh Yelyzaveta Zharka |
| Mixed        | Kasper Antonsen Amanda Madsen            | Max Weißkirchen Eva Janssens   | Laurent Constantin Laura Choinet   |
| Mixed        | Kasper Antonsen Amanda Madsen            | Max Weißkirchen Eva Janssens   | Paweł Pietryja Aneta Wojtkowska    |

## Ergebnisse

### Herreneinzel Qualifikation
- Mikk Järveoja –  Kaspar Suvi: 21-15 / 21-11
- Kyryll Nesterenko –  Julius von Pfaler: 21-13 / 21-15
- Daniel Ojaaar –  Ronald Üprus: 21-10 / 21-11
- Ilkka Nyqvist –  Jocelyn Deschamp: 21-19 / 21-17
- Kyrylo Leonov –  Raimo Pregel: 21-7 / 21-10
- Karl Kert –  Sander Merits: 21-19 / 20-22 / 21-16
- Max Weißkirchen –  Heiko Zoober: 21-12 / 21-8
- Sergey Scherbin –  Toma Junior Popov: 21-17 / 21-17
- Simon Knutsson –  Vincent Medina: 21-17 / 21-15
- Maxim Romanov –  Martin Kangur: 21-14 / 21-11
- Arttu Mahonen –  Orkhan Galandarov: 25-27 / 21-11 / 21-18
- Gergely Krausz –  Karolis Eimutaitis: 21-9 / 21-11
- Mario Saunpere –  Dzmitry Saidakou: 17-21 / 21-19 / 21-17
- Akseli Danskanen –  Alan Plavin: 21-18 / 21-10
- Ronan Gueguin –  Renaldas Sileris: 21-5 / 21-14
- Boxiao Pan –  Gregor Dunikowski: 21-19 / 21-13
- Patrick Buhl –  Joonas Korhonen: 19-21 / 21-17 / 23-21
- Vincent De Vries –  Jimmy Noblecourt: 21-14 / 21-15
- Jonas Erik Emanuelsson –  Pal Withers: 21-18 / 21-12
- Nathan Laemmel –  Vladzislav Kushnir: 21-17 / 21-7
- Mika Kongas –  Richard Domke: w.o.
- Alexandre Hammer –  Kyrill Schaffluetzel: 21-6 / 22-20
- Tanguy Citron –  Andriy Zinukhov: 23-21 / 21-17
- Mihkel Laanes –  Petri Hautala: 21-13 / 18-21 / 21-17
- William Goudallier –  Laurynas Sparnauskis: 21-12 / 21-6
- Mikk Ounmaa –  Antti Klutas: 21-18 / 22-20
- Lars Schänzler –  Ivan Nikitin: 21-11 / 21-10
- Vladimir Rusin –  Tauri Kalmet: 21-13 / 18-21 / 21-9
- Povilas Bartušis –  Christian Petterson: 21-12 / 21-18
- Sergey Don –  Tanel Namm: 21-8 / 21-13
- Oliver Colin –  Rudolf Dellenbach: 21-15 / 21-16
- Kyryll Nesterenko –  Mikk Järveoja: 23-21 / 21-18
- Ilkka Nyqvist –  Daniel Ojaaar: 16-21 / 21-17 / 22-20
- Kyrylo Leonov –  Karl Kert: 21-11 / 21-7
- Max Weißkirchen –  Sergey Scherbin: 23-21 / 15-21 / 21-13
- Simon Knutsson –  Mathias Bonny: 16-21 / 21-8 / 21-13
- Maxim Romanov –  Arttu Mahonen: 21-12 / 21-13
- Gergely Krausz –  Mario Saunpere: 21-13 / 21-7
- Akseli Danskanen –  Ronan Gueguin: 22-20 / 21-14
- Patrick Buhl –  Boxiao Pan: 18-21 / 21-5 / 21-8
- Vincent De Vries –  Jonas Erik Emanuelsson: 21-7 / 21-16
- Mika Kongas –  Nathan Laemmel: 21-4 / 18-21 / 21-13
- Tanguy Citron –  Alexandre Hammer: 21-16 / 16-21 / 21-13
- William Goudallier –  Mihkel Laanes: 21-9 / 21-12
- Lars Schänzler –  Mikk Ounmaa: 21-12 / 21-6
- Povilas Bartušis –  Vladimir Rusin: 21-7 / 21-18
- Sergey Don –  Oliver Colin: 21-14 / 21-14
- Ilkka Nyqvist –  Kyryll Nesterenko: 21-9 / 21-13
- Max Weißkirchen –  Kyrylo Leonov: 22-20 / 21-12
- Maxim Romanov –  Simon Knutsson: 21-5 / 21-11
- Gergely Krausz –  Akseli Danskanen: 21-15 / 21-13
- Vincent De Vries –  Patrick Buhl: 21-13 / 21-13
- Tanguy Citron –  Mika Kongas: 21-13 / 16-21 / 21-10
- Lars Schänzler –  William Goudallier: 21-15 / 21-14
- Povilas Bartušis –  Sergey Don: 21-15 / 21-19

### Herreneinzel
- Eetu Heino –  Nikita Khakimov: 21-7 / 12-21 / 21-18
- Maxim Romanov –  Daniel Font: 17-21 / 21-9 / 21-18
- Toby Penty –  Kalle Koljonen: 21-17 / 21-15
- Lars Schänzler –  Gergely Krausz: 19-21 / 21-11 / 21-13
- Jan Fröhlich –  Mikael Westerbäck: 15-21 / 22-20 / 21-18
- Henri Aarnio –  Max Weißkirchen: 21-10 / 8-21 / 21-16
- Kai Schäfer –  Ilkka Nyqvist: 21-7 / 21-11
- Iikka Heino –  Edwin Ekiring: 21-16 / 21-15
- Luka Zdenjak –  Maciej Poulakowski: 21-13 / 21-13
- Anton Kaisti –  Tanguy Citron: 13-21 / 21-14 / 21-14
- Rhys Walker –  Povilas Bartušis: 21-15 / 21-18
- Kasper Lehikoinen –  Søren Toft Hansen: 21-15 / 21-9
- Raul Must –  Yoann Turlan: 21-10 / 21-16
- Mark Caljouw –  Niluka Karunaratne: w.o.
- Vincent De Vries –  Dinuka Karunaratne: w.o.
- Anthony Dumartheray –  Luis Ramón Garrido: w.o.
- Eetu Heino –  Maxim Romanov: 21-8 / 21-13
- Toby Penty –  Lars Schänzler: 21-19 / 21-13
- Henri Aarnio –  Jan Fröhlich: 18-21 / 21-18 / 21-12
- Mark Caljouw –  Kai Schäfer: 21-17 / 21-19
- Iikka Heino –  Luka Zdenjak: 21-14 / 21-16
- Anton Kaisti –  Vincent De Vries: 19-21 / 21-16 / 21-18
- Rhys Walker –  Kasper Lehikoinen: 10-21 / 21-9 / 21-11
- Raul Must –  Anthony Dumartheray: 21-6 / 21-14
- Toby Penty –  Eetu Heino: 21-17 / 21-18
- Mark Caljouw –  Henri Aarnio: 21-17 / 21-6
- Anton Kaisti –  Iikka Heino: 21-12 / 21-17
- Raul Must –  Rhys Walker: 21-16 / 21-19
- Toby Penty –  Mark Caljouw: 22-20 / 21-10
- Anton Kaisti –  Raul Must: 9-21 / 21-16 / 21-17
- Anton Kaisti –  Toby Penty: 21-16 / 21-16

### Dameneinzel Qualifikation
- Rachael Darragh –  Elina Niranen: 21-5 / 21-15
- Luise Heim –  Helina Rüütel: 21-12 / 21-13
- Vladyslava Lesnaya –  Anastasia Kharlampovich: 21-13 / 21-8
- Getter Saar –  Annmarie Oksa: 21-15 / 21-15
- Daria Serebriakova –  Jekaterina Romanova: 21-19 / 12-21 / 21-8
- Berfin Aslan –  Karoliina Latola: 21-14 / 21-16
- Joanna Chaube –  Kati-Kreet Marran: 21-18 / 21-13
- Anna Mikhalkova –  Amanda Andern: 25-23 / 21-12
- Anna Paavola –  Anastasiya Cherniavskaya: 21-13 / 21-8
- Flore Vandenhoucke –  Sale-Liis Teesalu: 23-21 / 21-12
- Yaëlle Hoyaux –  Gerda Voitechovskaja: 21-13 / 21-12
- Nadia Fankhauser –  Tuuli Härkönen: 21-23 / 21-12 / 24-22
- Sara Boyle –  Gabriele Janusonyte: 21-8 / 21-10
- Maryna Iljinska –  Ekaterina Kut: 19-21 / 21-14 / 21-19
- Krestina Silich –  Emilie Beaujean: 18-21 / 21-18 / 21-18
- Riikka Sinkko –  Noora Ahola: 21-18 / 21-14
- Luise Heim –  Rachael Darragh: 17-21 / 21-6 / 21-10
- Vladyslava Lesnaya –  Getter Saar: 20-22 / 24-22 / 21-13
- Daria Serebriakova –  Berfin Aslan: 21-17 / 9-21 / 21-18
- Joanna Chaube –  Anna Mikhalkova: 21-14 / 21-17
- Flore Vandenhoucke –  Anna Paavola: 21-11 / 21-18
- Yaëlle Hoyaux –  Nadia Fankhauser: 21-13 / 21-15
- Maryna Iljinska –  Sara Boyle: 21-14 / 21-19
- Riikka Sinkko –  Krestina Silich: 21-10 / 18-21 / 21-14

### Dameneinzel
- Olga Arkhangelskaya –  Aimee Moran: 21-4 / 21-17
- Vladyslava Lesnaya –  Kristin Kuuba: 14-21 / 21-17 / 22-20
- Alesia Zaitsava –  Elena Komendrovskaja: 21-14 / 21-15
- Darya Samarchants –  Riikka Sinkko: 21-9 / 21-12
- Natalya Voytsekh –  Kristīne Šefere: 21-11 / 21-9
- Yvonne Li –  Karoliine Hõim: 17-21 / 21-17 / 21-12
- Flore Vandenhoucke –  Shamim Bangi: 21-14 / 21-6
- Joanna Chaube –  Daria Serebriakova: 15-21 / 21-8 / 21-18
- Yelyzaveta Zharka –  Anna Astrakhantseva: 21-7 / 21-4
- Laura Sárosi –  Carissa Turner: 21-13 / 21-11
- Sonja Pekkola –  Monika Radovska: 21-12 / 21-14
- Kati Tolmoff –  Maja Tvrdy: 21-9 / 21-13
- Maryna Iljinska –  Yaëlle Hoyaux: 21-23 / 21-10 / 21-14
- Victoria Slobodyanyuk –  Luise Heim: 21-19 / 24-22
- Maja Pavlinić –  Weronika Grudzina: 11-21 / 21-15 / 21-16
- Anne Tran –  Alida Chen: 21-17 / 21-13
- Olga Arkhangelskaya –  Vladyslava Lesnaya: 21-0 / 21-6
- Alesia Zaitsava –  Darya Samarchants: 21-9 / 21-14
- Natalya Voytsekh –  Yvonne Li: 21-18 / 14-21 / 21-14
- Flore Vandenhoucke –  Joanna Chaube: 25-23 / 21-19
- Laura Sárosi –  Yelyzaveta Zharka: 18-21 / 21-12 / 21-13
- Kati Tolmoff –  Sonja Pekkola: 21-19 / 21-9
- Victoria Slobodyanyuk –  Maryna Iljinska: 21-7 / 21-4
- Maja Pavlinić –  Anne Tran: 21-12 / 21-18
- Olga Arkhangelskaya –  Alesia Zaitsava: 20-22 / 21-16 / 21-12
- Natalya Voytsekh –  Flore Vandenhoucke: 21-17 / 21-12
- Kati Tolmoff –  Laura Sárosi: 19-21 / 21-13 / 21-5
- Maja Pavlinić –  Victoria Slobodyanyuk: 21-11 / 21-19
- Olga Arkhangelskaya –  Natalya Voytsekh: 9-21 / 21-16 / 21-14
- Kati Tolmoff –  Maja Pavlinić: 21-10 / 21-11
- Olga Arkhangelskaya –  Kati Tolmoff: 23-21 / 13-21 / 21-18
- Xd (Qual) - :
- Vladimir Nikulov /  Daria Serebriakova –  Julius von Pfaler /  Tuuli Härkönen: 21-19 / 21-19
- Petri Hautala /  Noora Ahola –  Mikk Ounmaa /  Grete Pall: 21-19 / 21-12
- Mikk Järveoja /  Helina Rüütel –  Kirill Romanyuk /  Anna Astrakhantseva: 21-5 / 21-7
- Kyryll Nesterenko /  Anastasiya Dmytryshyn –  Mario Saunpere /  Kati-Kreet Marran: 21-11 / 21-14
- Vladimir Nikulov /  Daria Serebriakova –  Dzmitry Saidakou /  Alesia Zaitsava: 21-17 / 21-10
- Petri Hautala /  Noora Ahola –  Karolis Eimutaitis /  Gabija Narvilaite: 21-14 / 21-12
- Mikk Järveoja /  Helina Rüütel –  Renaldas Sileris /  Gabriele Janusonyte: 21-3 / 21-12

### Herrendoppel
- Pierrick Deschenaux /  Oliver Schaller –  Mikk Järveoja /  Mihkel Laanes: 21-15 / 21-19
- Akseli Danskanen /  Julius von Pfaler –  Mikk Ounmaa /  Heiko Zoober: 18-21 / 21-17 / 21-16
- Jocelyn Deschamp /  Søren Toft Hansen –  Nathan Laemmel /  Vincent Medina: 21-18 / 21-17
- Renaldas Sileris /  Laurynas Sparnauskis –  Marten Lepasaar /  Ronald Üprus: 21-19 / 21-16
- Maxim Romanov /  Sergey Scherbin –  Martin Kangur /  Sander Merits: 21-17 / 21-17
- Kyrylo Leonov /  Sergey Don –  Vladzislav Kushnir /  Dzmitry Saidakou: 21-7 / 21-10
- Mika Kongas /  Jesper von Hertzen –  Gregor Dunikowski /  Jimmy Noblecourt: 21-18 / 16-21 / 21-14
- Povilas Bartušis /  Alan Plavin –  Tanel Namm /  Kaspar Suvi: 21-9 / 21-12
- Marko Pyykonen /  Pekka Ryhanen –  Vladimir Rusin /  Ilya Zhdanov: 21-18 / 22-20
- Mark Caljouw /  Ruben Jille –  Oliver Colin /  Jan Fröhlich: 21-12 / 21-19
- Kasper Antonsen /  Oliver Babic –  Haroon-Ur Rehman /  Khayamullah Shah: w.o.
- Kristjan Kaljurand /  Raul Käsner –  Richard Domke /  Kai Schäfer: w.o.
- Ronan Gueguin /  Toma Junior Popov –  Karl Kivinurm /  Vahur Lukin: w.o.
- Mathias Bonny /  Anthony Dumartheray –  Magnus Sahlberg /  Emil Welinder: w.o.
- Laurent Constantin /  Matthieu Lo Ying Ping –  Pierrick Deschenaux /  Oliver Schaller: 21-14 / 21-15
- Jocelyn Deschamp /  Søren Toft Hansen –  Akseli Danskanen /  Julius von Pfaler: 21-17 / 20-22 / 21-19
- Kasper Antonsen /  Oliver Babic –  Renaldas Sileris /  Laurynas Sparnauskis: 21-12 / 21-7
- Kristjan Kaljurand /  Raul Käsner –  Maxim Romanov /  Sergey Scherbin: 21-17 / 21-14
- Kyrylo Leonov /  Sergey Don –  Ronan Gueguin /  Toma Junior Popov: 10-21 / 21-15 / 21-14
- Mika Kongas /  Jesper von Hertzen –  Povilas Bartušis /  Alan Plavin: 21-17 / 24-22
- Marko Pyykonen /  Pekka Ryhanen –  Mathias Bonny /  Anthony Dumartheray: 21-12 / 18-21 / 21-14
- Mark Caljouw /  Ruben Jille –  Miłosz Bochat /  Paweł Pietryja: 21-16 / 17-21 / 21-19
- Kasper Antonsen /  Oliver Babic –  Kristjan Kaljurand /  Raul Käsner: 21-13 / 21-17
- Mika Kongas /  Jesper von Hertzen –  Kyrylo Leonov /  Sergey Don: 19-21 / 24-22 / 21-11
- Marko Pyykonen /  Pekka Ryhanen –  Mark Caljouw /  Ruben Jille: 21-18 / 21-17
- Laurent Constantin /  Matthieu Lo Ying Ping –  Jocelyn Deschamp /  Søren Toft Hansen: w.o.
- Laurent Constantin /  Matthieu Lo Ying Ping –  Kasper Antonsen /  Oliver Babic: 21-17 / 14-21 / 21-13
- Mika Kongas /  Jesper von Hertzen –  Marko Pyykonen /  Pekka Ryhanen: 21-16 / 21-17
- Laurent Constantin /  Matthieu Lo Ying Ping –  Mika Kongas /  Jesper von Hertzen: 21-14 / 21-19

### Damendoppel
- Victoria Dergunova /  Olga Morozova –  Rebeka Alekseviciute /  Gabija Narvilaite: 21-16 / 21-10
- Tatjana Bibik /  Olga Arkhangelskaya –  Kati-Kreet Marran /  Sale-Liis Teesalu: 23-21 / 21-14
- Carola Bott /  Jennifer Karnott –  Emilie Beaujean /  Yaëlle Hoyaux: 21-8 / 21-16
- Steffi Annys /  Flore Vandenhoucke –  Tuuli Härkönen /  Annmarie Oksa: 21-13 / 21-17
- Mathilda Lindholm /  Jenny Nyström –  Alida Chen /  Cheryl Seinen: 28-26 / 14-21 / 21-18
- Anna Paavola /  Sonja Pekkola –  Kertu Margus /  Laura Kaljurand: 21-17 / 21-8
- Delphine Delrue /  Anne Tran –  Anastasiya Dmytryshyn /  Darya Samarchants: 21-14 / 18-21 / 21-11
- Anastasiya Cherniavskaya /  Alesia Zaitsava –  Krestina Silich /  Gerda Voitechovskaja: 15-21 / 21-17 / 21-17
- Vladyslava Lesnaya /  Anna Mikhalkova –  Eliise Kikas /  Grete Pall: 23-21 / 21-11
- Amanda Madsen /  Isabella Nielsen –  Magdalena Witek /  Aneta Wojtkowska: 21-18 / 18-21 / 24-22
- Sara Boyle /  Rachael Darragh –  Aidi Hamburg /  Mari Ann Karjus: 21-10 / 21-18
- Irina Khlebko /  Elena Komendrovskaja –  Kristin Kuuba /  Helina Rüütel: 21-19 / 21-17
- Ekaterina Kut /  Daria Serebriakova –  Monika Radovska /  Kristīne Šefere: 15-21 / 21-14 / 21-18
- Laura Choinet /  Teshana Vignes Waran –  Noora Ahola /  Elina Niranen: 21-12 / 21-7
- Lole Courtois /  Maja Pavlinić –  Céline Burkart /  Tiffany Girona: 21-16 / 21-16
- Natalya Voytsekh /  Yelyzaveta Zharka –  Eva Janssens /  Yvonne Li: 21-18 / 21-17
- Victoria Dergunova /  Olga Morozova –  Tatjana Bibik /  Olga Arkhangelskaya: 15-21 / 22-20 / 21-17
- Steffi Annys /  Flore Vandenhoucke –  Carola Bott /  Jennifer Karnott: 21-15 / 13-21 / 26-24
- Mathilda Lindholm /  Jenny Nyström –  Anna Paavola /  Sonja Pekkola: 21-19 / 13-21 / 25-23
- Delphine Delrue /  Anne Tran –  Anastasiya Cherniavskaya /  Alesia Zaitsava: 19-21 / 21-14 / 25-23
- Amanda Madsen /  Isabella Nielsen –  Vladyslava Lesnaya /  Anna Mikhalkova: 21-8 / 22-20
- Irina Khlebko /  Elena Komendrovskaja –  Sara Boyle /  Rachael Darragh: 21-10 / 18-21 / 21-11
- Laura Choinet /  Teshana Vignes Waran –  Ekaterina Kut /  Daria Serebriakova: 21-15 / 21-8
- Natalya Voytsekh /  Yelyzaveta Zharka –  Lole Courtois /  Maja Pavlinić: 16-21 / 21-14 / 21-17
- Victoria Dergunova /  Olga Morozova –  Steffi Annys /  Flore Vandenhoucke: 9-3 Ret.
- Delphine Delrue /  Anne Tran –  Mathilda Lindholm /  Jenny Nyström: 21-18 / 23-21
- Amanda Madsen /  Isabella Nielsen –  Irina Khlebko /  Elena Komendrovskaja: 21-19 / 14-21 / 22-20
- Natalya Voytsekh /  Yelyzaveta Zharka –  Laura Choinet /  Teshana Vignes Waran: 21-16 / 21-15
- Victoria Dergunova /  Olga Morozova –  Delphine Delrue /  Anne Tran: 14-21 / 21-16 / 21-14
- Amanda Madsen /  Isabella Nielsen –  Natalya Voytsekh /  Yelyzaveta Zharka: 22-20 / 17-21 / 21-19
- Victoria Dergunova /  Olga Morozova –  Amanda Madsen /  Isabella Nielsen: 21-17 / 21-12

### Mixed
- Laurent Constantin /  Laura Choinet –  Kristjan Kaljurand /  Laura Kaljurand: 21-15 / 21-15
- Pekka Ryhanen /  Sonja Pekkola –  Vladzislav Kushnir /  Anastasiya Cherniavskaya: 21-14 / 21-13
- Toma Junior Popov /  Delphine Delrue –  Miłosz Bochat /  Magdalena Witek: 21-19 / 17-21 / 21-19
- Tanguy Citron /  Joanna Chaube –  Vladimir Nikulov /  Daria Serebriakova: 21-12 / 21-15
- Kasper Antonsen /  Amanda Madsen –  Petri Hautala /  Noora Ahola: 21-16 / 21-12
- Vladimir Rusin /  Tatjana Bibik –  Marko Pyykonen /  Karoliine Hõim: 16-21 / 23-21 / 21-14
- Oliver Schaller /  Céline Burkart –  Jimmy Noblecourt /  Emilie Beaujean: 17-21 / 21-11 / 21-14
- Gregor Dunikowski /  Maja Pavlinić –  Arttu Mahonen /  Annmarie Oksa: 21-15 / 21-19
- Anton Kaisti /  Cheryl Seinen –  Kyryll Nesterenko /  Anastasiya Dmytryshyn: 21-13 / 21-15
- Alexandre Hammer /  Anne Tran –  Mihkel Laanes /  Kristin Kuuba: 21-17 / 21-10
- Max Weißkirchen /  Eva Janssens –  Vincent Medina /  Yaëlle Hoyaux: 21-16 / 21-17
- Gergely Krausz /  Laura Sárosi –  Christian Petterson /  Amanda Andern: 21-13 / 21-12
- Patrick Buhl /  Isabella Nielsen –  Ilya Zhdanov /  Irina Khlebko: 15-21 / 21-14 / 23-21
- Ruben Jille /  Alida Chen –  Laurynas Sparnauskis /  Rebeka Alekseviciute: 21-12 / 21-10
- Henri Aarnio /  Jenny Nyström –  Vahur Lukin /  Grete Talviste: 1-0 Ret.
- Paweł Pietryja /  Aneta Wojtkowska –  Mikk Järveoja /  Helina Rüütel: 21-17 / 21-10
- Laurent Constantin /  Laura Choinet –  Pekka Ryhanen /  Sonja Pekkola: 21-12 / 21-16
- Toma Junior Popov /  Delphine Delrue –  Tanguy Citron /  Joanna Chaube: 20-22 / 21-14 / 21-19
- Kasper Antonsen /  Amanda Madsen –  Vladimir Rusin /  Tatjana Bibik: 21-14 / 21-15
- Oliver Schaller /  Céline Burkart –  Gregor Dunikowski /  Maja Pavlinić: 21-12 / 21-13
- Anton Kaisti /  Cheryl Seinen –  Alexandre Hammer /  Anne Tran: 21-8 / 21-15
- Max Weißkirchen /  Eva Janssens –  Gergely Krausz /  Laura Sárosi: 16-21 / 21-19 / 21-16
- Patrick Buhl /  Isabella Nielsen –  Ruben Jille /  Alida Chen: 11-21 / 25-23 / 21-13
- Paweł Pietryja /  Aneta Wojtkowska –  Henri Aarnio /  Jenny Nyström: 16-21 / 21-17 / 21-9
- Laurent Constantin /  Laura Choinet –  Toma Junior Popov /  Delphine Delrue: 23-21 / 21-12
- Kasper Antonsen /  Amanda Madsen –  Oliver Schaller /  Céline Burkart: 21-17 / 21-15
- Max Weißkirchen /  Eva Janssens –  Anton Kaisti /  Cheryl Seinen: 21-10 / 13-21 / 21-19
- Paweł Pietryja /  Aneta Wojtkowska –  Patrick Buhl /  Isabella Nielsen: 24-26 / 21-18 / 22-20
- Kasper Antonsen /  Amanda Madsen –  Laurent Constantin /  Laura Choinet: 21-14 / 21-10
- Max Weißkirchen /  Eva Janssens –  Paweł Pietryja /  Aneta Wojtkowska: 16-21 / 21-19 / 21-14
- Kasper Antonsen /  Amanda Madsen –  Max Weißkirchen /  Eva Janssens: 21-17 / 21-16